# Saponaria pumilio
Saponaria pumilio är en nejlikväxtart som beskrevs av Pierre Edmond Boissier. Saponaria pumilio ingår i släktet såpnejlikor, och familjen nejlikväxter. Inga underarter finns listade i Catalogue of Life.

## Bildgalleri

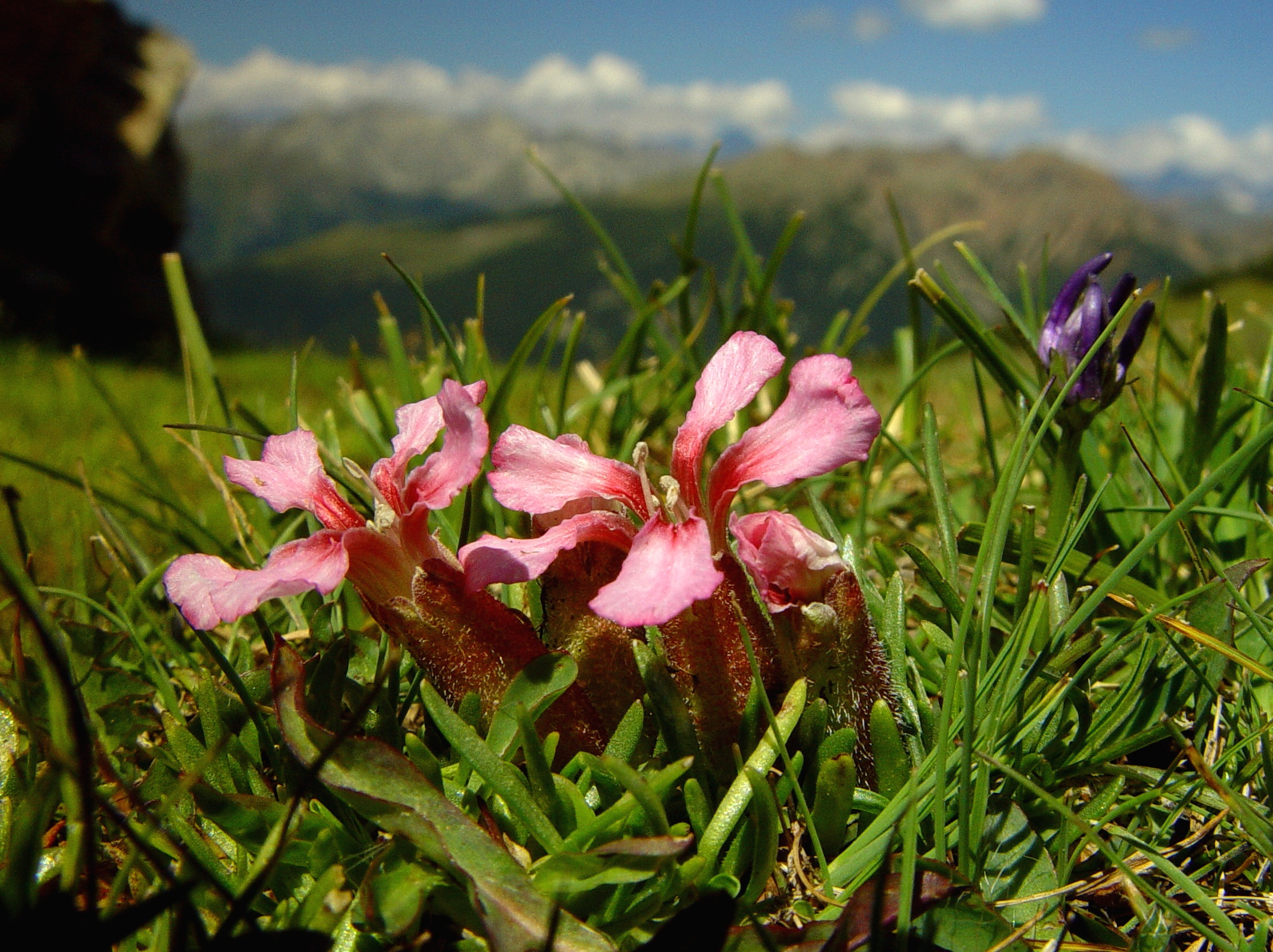
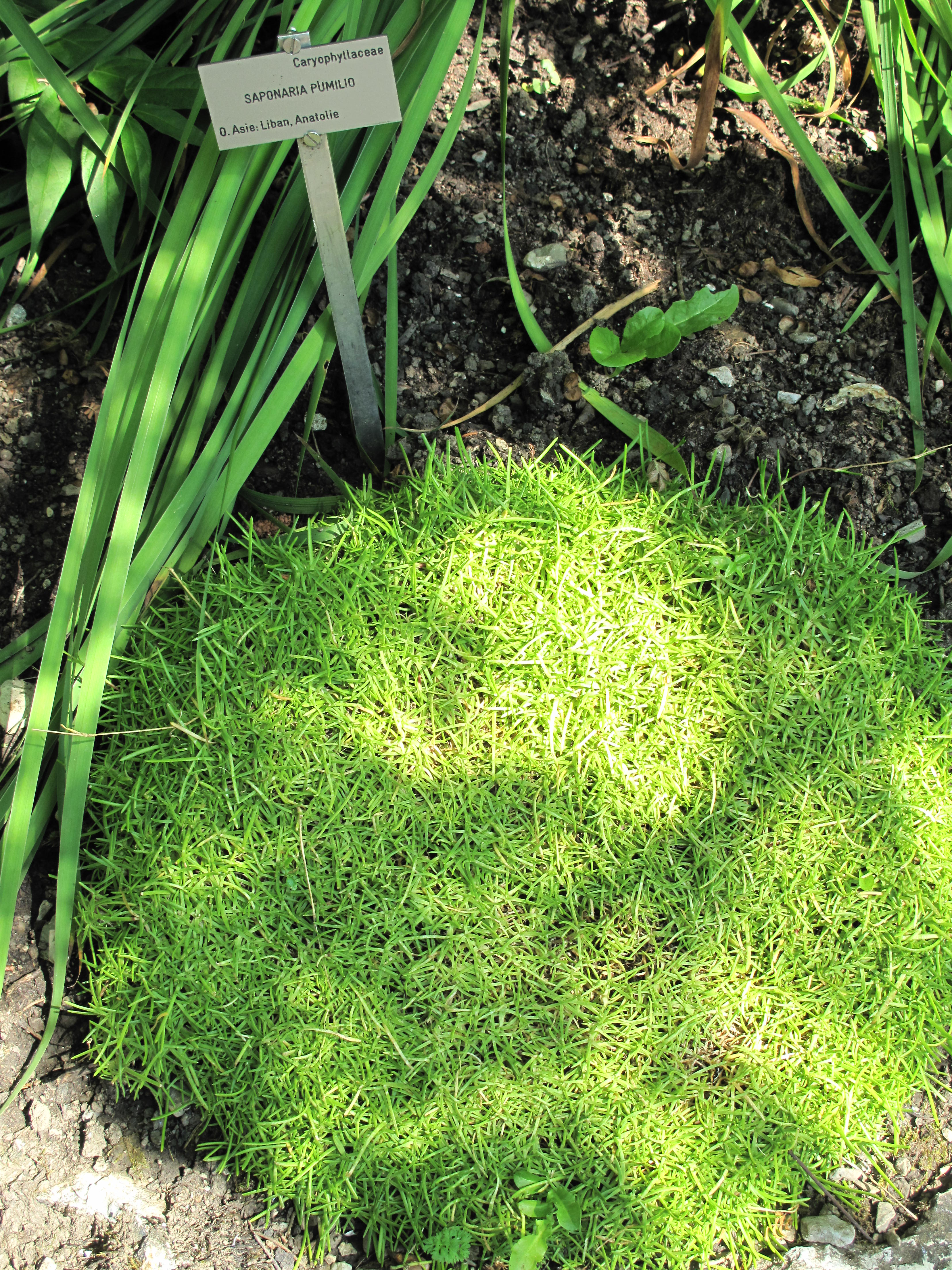
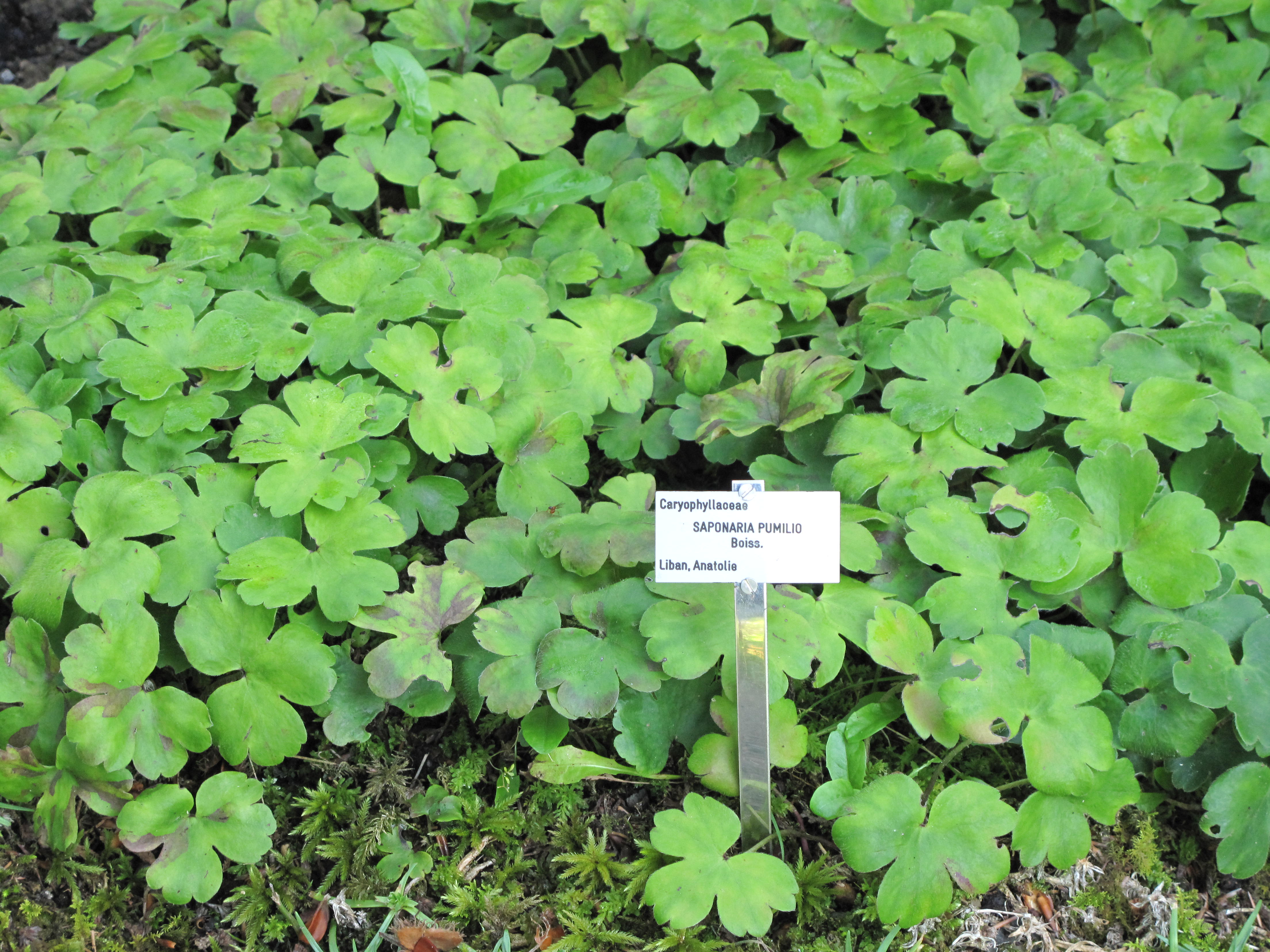